# Дишкант Петро Юхимович
Петро́ Юхи́мович Ди́шкант (1905—1944) — український радянський футболіст, захисник, відомий за виступами у складі команди «Динамо» (Київ) 1928—1929 років.

## Загальні відомості
1927 року — захисник команди «Радторгслужбовці» Київ.
1928 року перейшов до київського «Динамо» і водночас грав за збірну Києва.
28 липня 1928 року грав проти свого колишнього клубу «Радторгслужбовці» — у цьому матчі динамівці здобули першу перемогу в своїй славній історії. Матч закінчився з рахунком 8:1. У звіті про матч журналіст високо оцінив дії в захисті Петра Дишканта. Взяв участь у товариському матчі з московськими одноклубниками 1 вересня 1928 року (2:6).
Учасник першості ПСТ «Динамо» 1929 року.
Загинув під час війни в 1944 році.

## Галерея

Перша фотографія в історії «Динамо», 01.09.1928
Фотографія "Динамо" 1928 року. Зліва направо (тільки футболісти): нижній ряд — Іванов С., Ідзковський, Дишкант; середній ряд — Мурашов, Бардадим, Пірокеті; верхній ряд — Рейнгольд, Трофимов, Кауфман, Терентьєв, Бойко
Заявка «Динамо» на чемпіонат Києва 1928 року